# Monte Ishizuchi
Il monte Ishizuchi (石鎚山?, Ishizuchi-san) è una montagna alta 1.982 metri (6.503 piedi) situata nella parte occidentale dei Monti Shikoku, ed è la vetta più alta del Giappone occidentale. Si trova al confine tra la città di Saijō, la prefettura di Ehime e la città di Kumakōgen, sull'isola giapponese di Shikoku. L'Ishizuchi-san, conosciuto come 'il tetto di Shikoku' con la cima rocciosa e appuntita che ricorda un enorme martello di pietra (石鎚, ishizuchi), è considerata una montagna sacra nella tradizione Shugendō ed è una delle mete turistiche più popolari del Parco seminazionale di Ishizuchi. Inclusa nel famoso libro Nihon hyaku meizan (日本百名山, lett. "Cento montagne famose del Giappone"), ha anche dato il nome all'asteroide 4095 Ishizuchisan.

## Panoramica
Ishizuchi-san si trova al centro delle montagne Shikoku, nel nord-ovest dell'isola omonima, a circa 18 chilometri a sud della città costiera di Saijō nella prefettura di Ehime. Il centro amministrativo della prefettura, Matsuyama, dista circa 33 chilometri. Ishizuchi-san è costituito da diverse vette, di cui Tengu-dake e Minamisenpou (南尖峰), che sono vicine tra loro, raggiungono l'altezza più alta. Importanti sono anche il Misen-san (弥山) con il santuario sommitale e il Ninomori (ニノ森) sudoccidentale. Il confine comunale tra Saijō e Kumakōgen corre sulla cresta sommitale. Il parco seminazionale è accessibile su strada sia da nord che da sud.

## Geologia

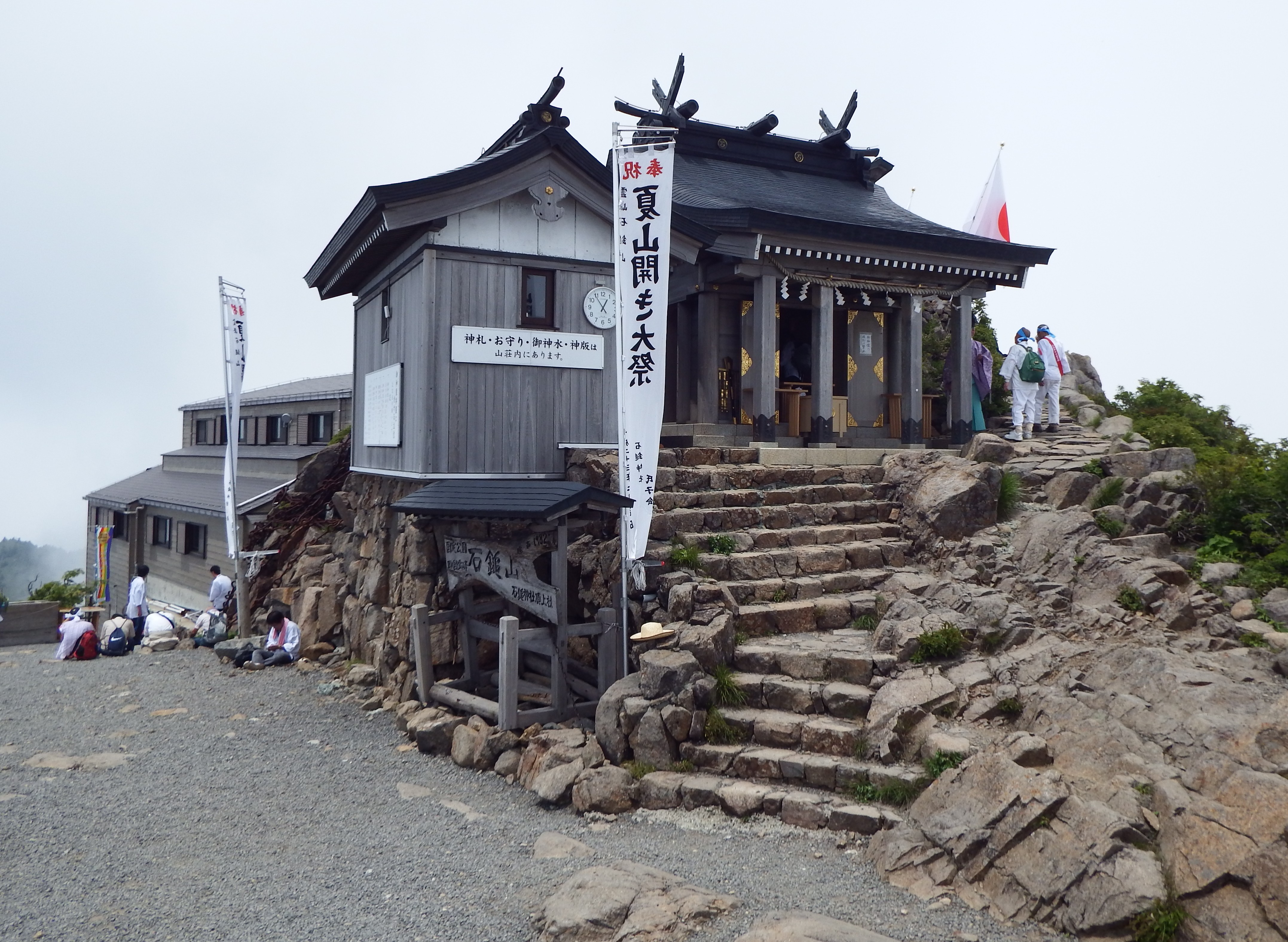
Santuario e rifugio sulla sommità di Ishizuchi (a sinistra) sul Misen-san

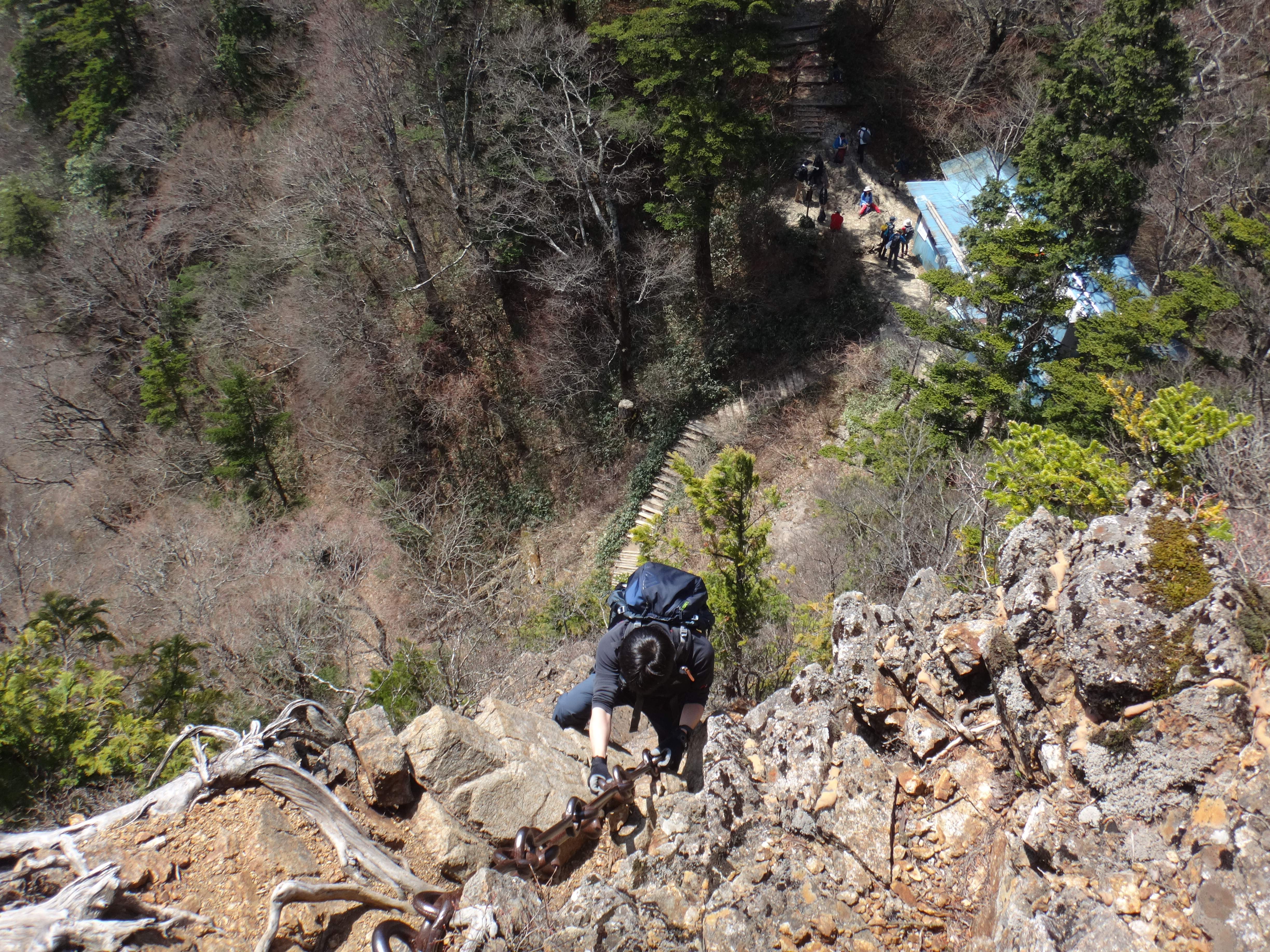
Scalata di una delle catene

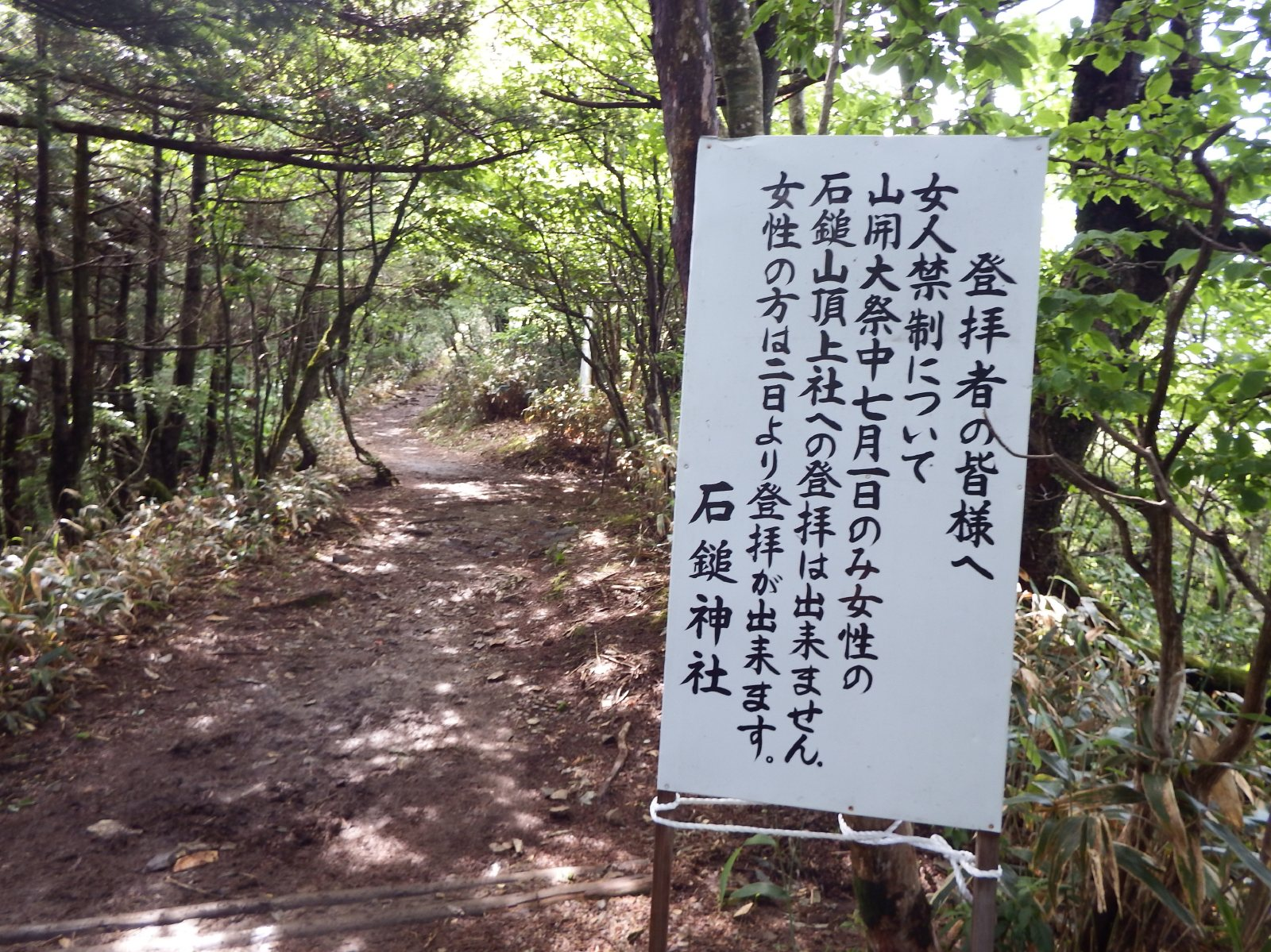
Insegna di Nyonin kinsei

Come gran parte dell'arcipelago giapponese, le montagne di Shikoku sono state modellate dall'attività vulcanica a causa della loro posizione sulla Cintura di fuoco del Pacifico. Il gruppo Ishizuchi si trova nella parte meridionale della cintura vulcanica di Setouchi. Le ultime eruzioni nell'area di Ishizuchi-san risalgono a diversi milioni di anni fa. Una caratteristica notevole del paesaggio è una depressione a forma di conca direttamente a sud della montagna con un diametro da sette a otto chilometri. Questo bacino consiste in una caldera di collasso a gradini, plutoni centrali e dighe ad anello lungo le faglie dell'anello di immersione verso l'interno. Esposti dai processi erosivi, gli strati vulcanici di andesite, dacite e sedimenti piroclastici forniscono informazioni su alcuni aspetti fondamentali dei crolli della caldera sugli archi dell'isola. Il complesso è stato datato al Miocene medio mediante datazione potassio-argon.

## Flora e fauna
L'area intorno a Ishizuchi-san è ricoperta da fitte foreste miste fino alle quote più elevate. La flora arborea spazia dalle foreste calde di querce Cyclobalanopsis al faggio giapponese (Fagus crenata) della zona temperata, fino a specie resistenti al freddo come la betulla di Erman e l'abies veitchii a più di 1700 metri sul livello del mare. Queste foreste di montagna forniscono un habitat per specie di uccelli come l'aquila dal ciuffo di Hodgson o il falco pellegrino, ma anche per piccoli mammiferi come il ghiretto del Giappone.
Per la sua funzione di habitat per oltre 100 specie di uccelli e mammiferi e circa 3000 specie di insetti, Ishizuchi-san fa parte di diverse aree di protezione naturale, soprattutto un parco seminazionale. Il monte Ishizuchi ha dato il nome alla specie di mosca Phaonia ishizuchiensis, descritta per la prima volta nel 1971.

## Fede e Turismo
Fin dal periodo Nara, Ishizuchi-san, è stato oggetto di culto della montagna. Si dice che abbia servito come dōjō per il monaco buddista e studioso Kūkai. In cima al Misen-san (弥山, 1974 m) si trova il più alto dei quattro santuari (Ishizuchi-jinja, 石鎚神社), uno dei luoghi di pellegrinaggio più importanti dell'isola. La "festa dell'apertura" della montagna di dieci giorni si svolge ogni anno all'inizio di luglio. I credenti vestiti di bianco portano statue su per la montagna ed eseguono vari rituali religiosi. Il tradizionale divieto di partecipazione delle donne è stato gradualmente allentato negli ultimi decenni e ora si applica solo al 1º luglio.
Questa montagna è anche conosciuta come una delle Sette Montagne Sacre (七霊山, nana reizan). Il percorso di salita più popolare porta dalla stazione a monte della funivia (ca. 1280 m) alla vetta ed è coerente con il percorso di pellegrinaggio della festa di apertura. Sulla "Via dell'adempimento" (石鎚神社, Jōju kōsu, o 表参道, Omotesandō), basata sull'antenato del Shugendō, En no Gyōja, devono essere superate tre catene d'acciaio (鎖, kusari) tra i 33 ed i 68 metri di lunghezza. Non si sa nulla dell'età esatta delle catene, ma i documenti suggeriscono che fossero in vigore già nel 1779. Tutti e tre i punti di arrampicata possono essere aggirati su facili sentieri escursionistici, il tempo di percorrenza di andata e ritorno è di circa sei ore. Tuttavia, è possibile salire fino alla vetta lungo un sentiero più facile detto "percorso della capanna di fango" (土小屋 コ ー ス, Tsuchigoya kōsu) che comprende scale e rampe con corrimano.

## Galleria d'immagini

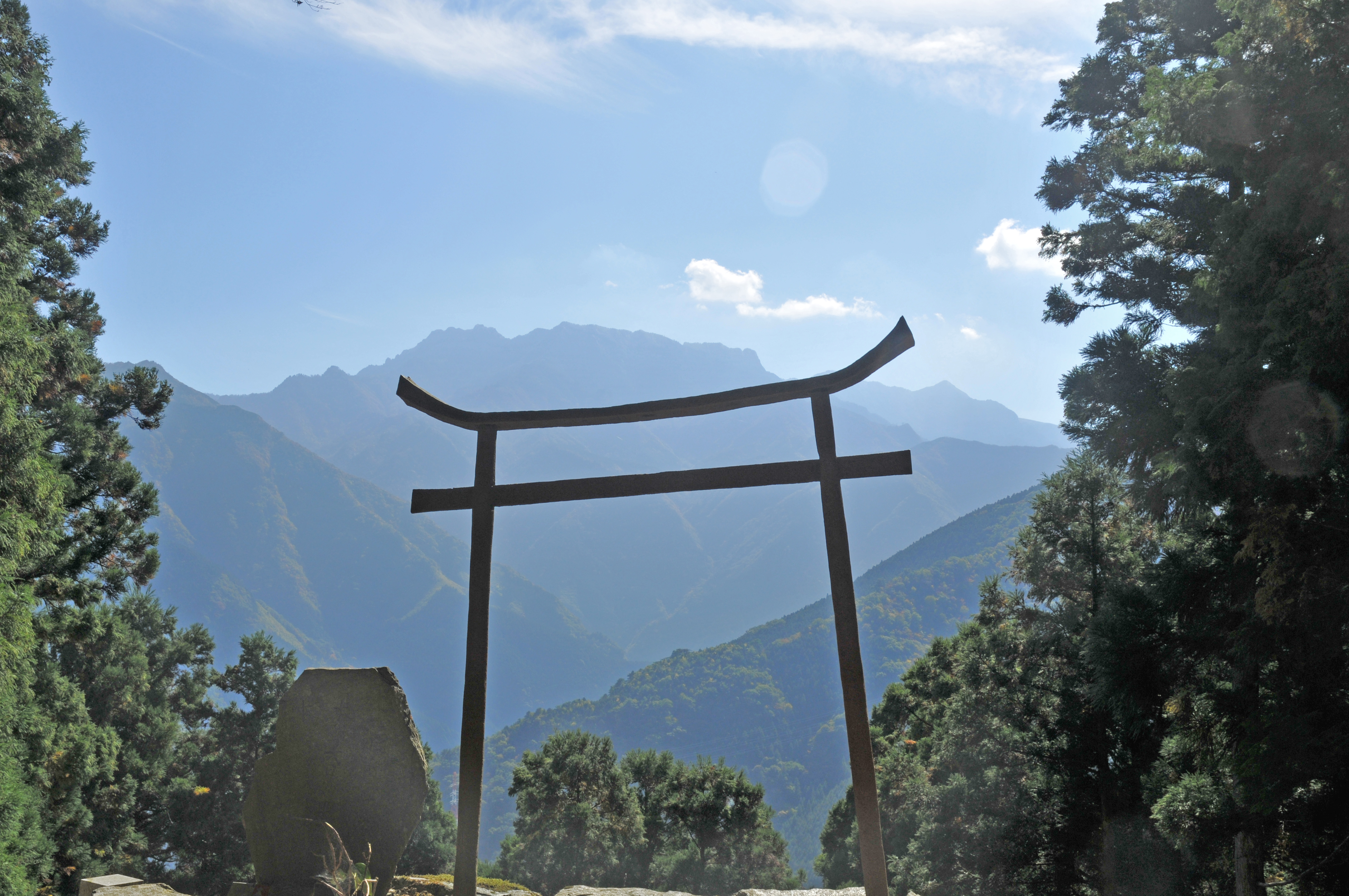
Torii del Tempio Yokomineji
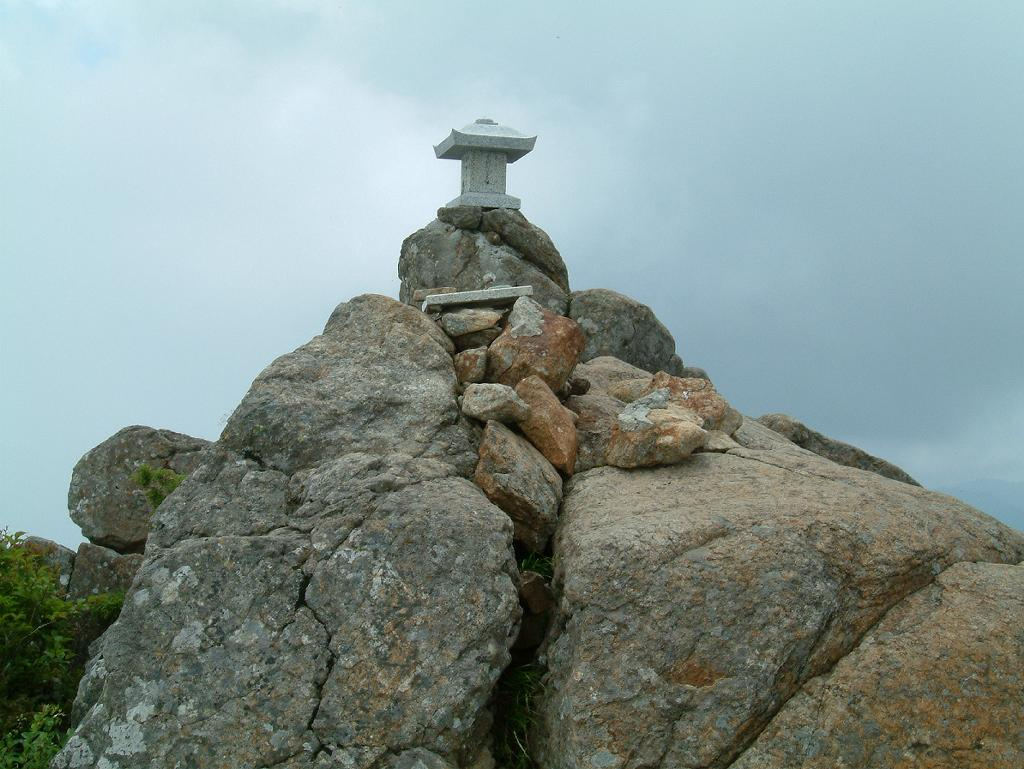
Il punto più alto, Tengu
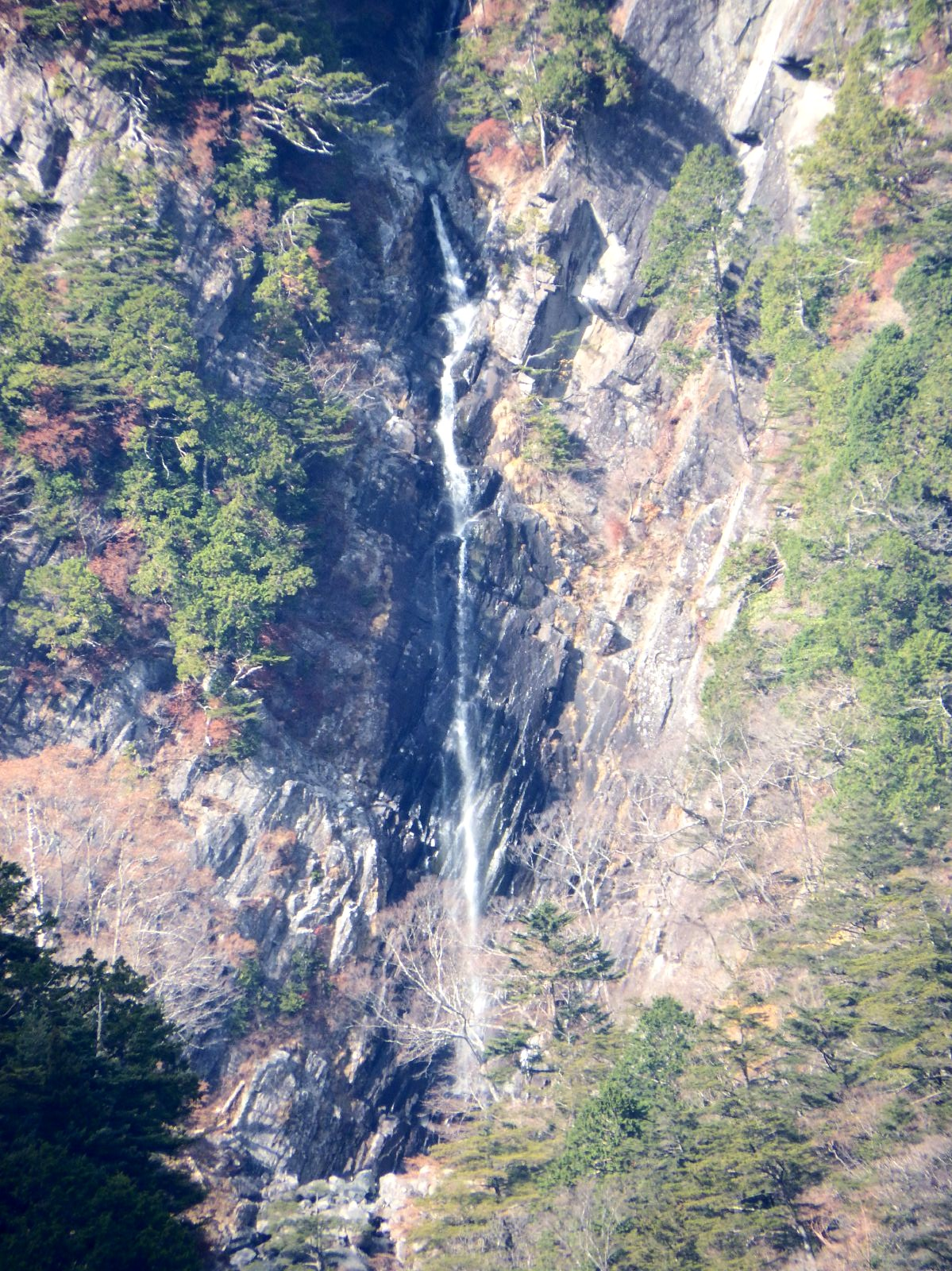
Cascate Goraikō
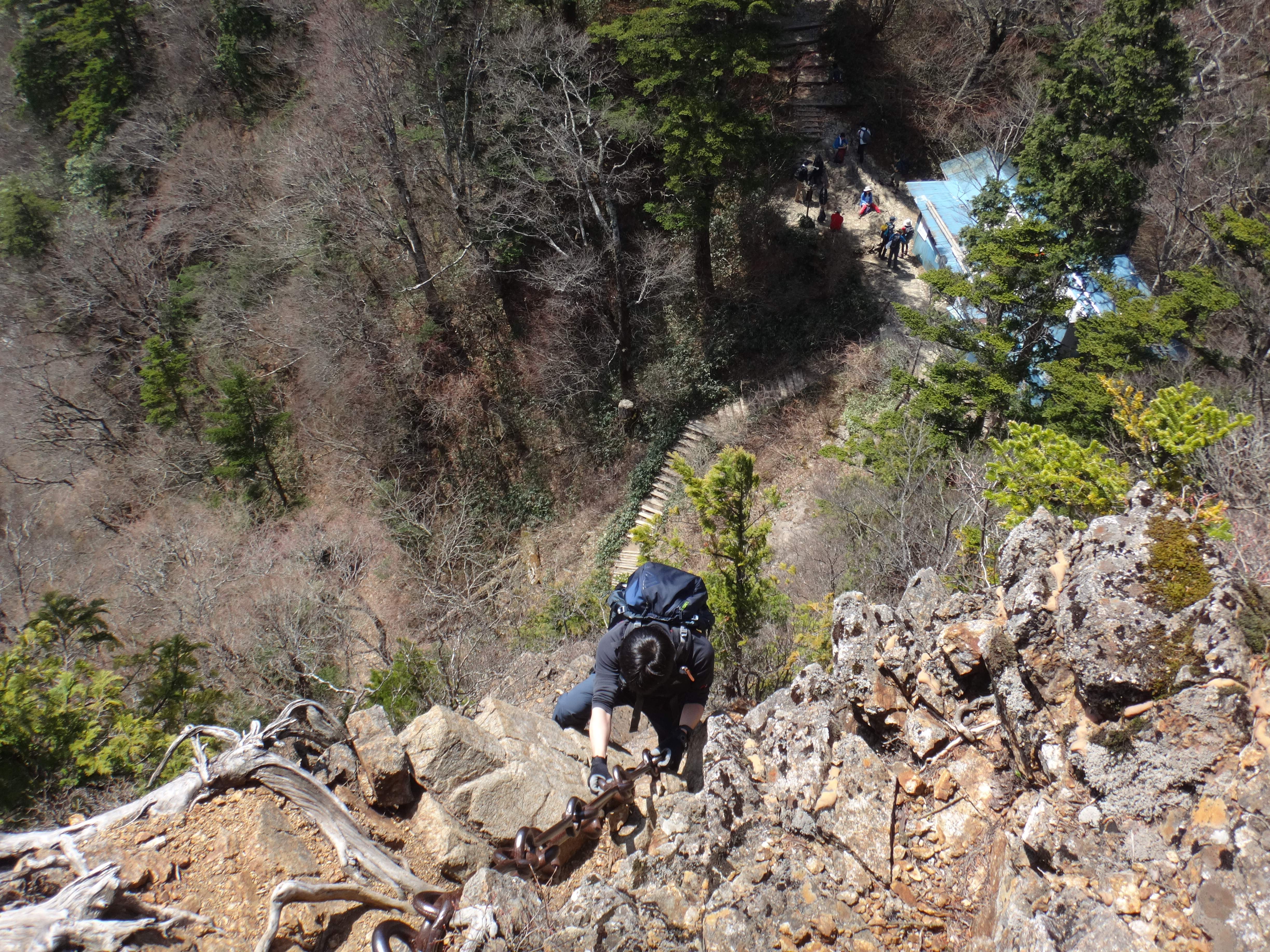
Persone che salgono attraverso le catene di ferro
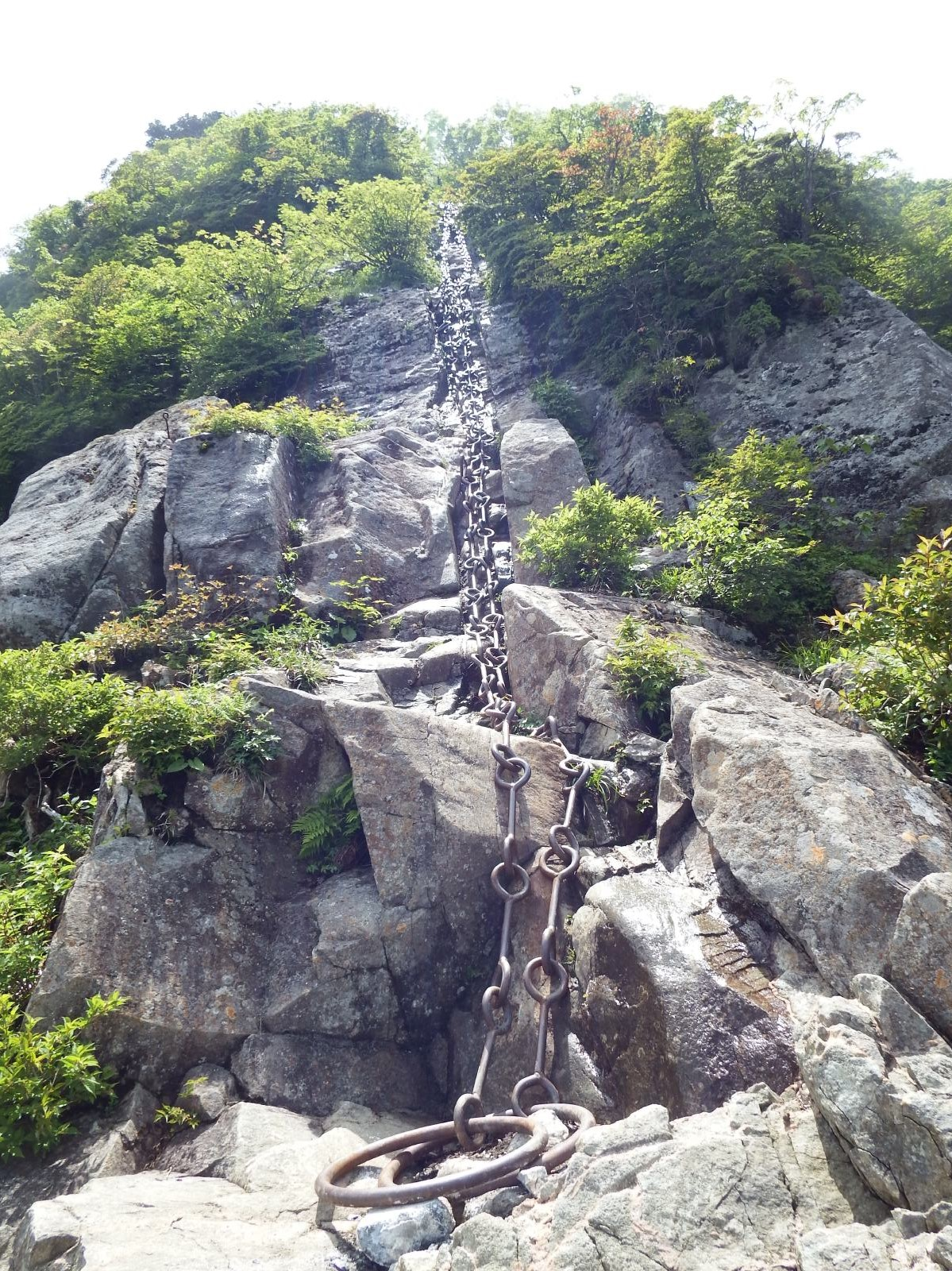
Terza catena
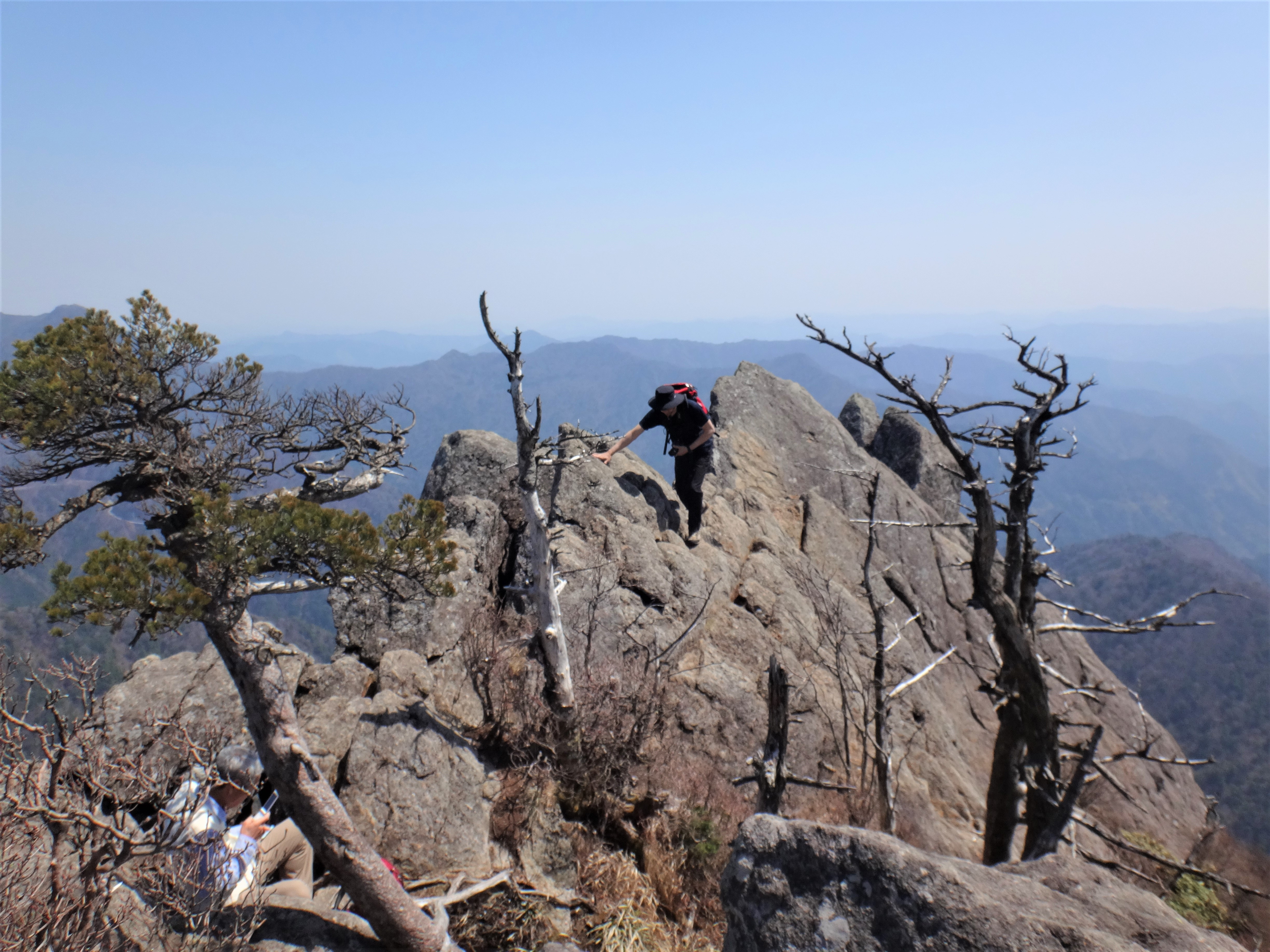
Picco sud